# ذي حليمة (يريم)

تعديل مصدري - تعديل

ذي حليمة محلة تابعة لقرية شعر، التابعة لعزلة بني عمر بمديرية يريم إحدى مديريات محافظة إب في الجمهورية اليمنية.، بلغ تعداد سكانها 102 حسب تعداد اليمن لعام 2004.